# Exponering (fotografering)

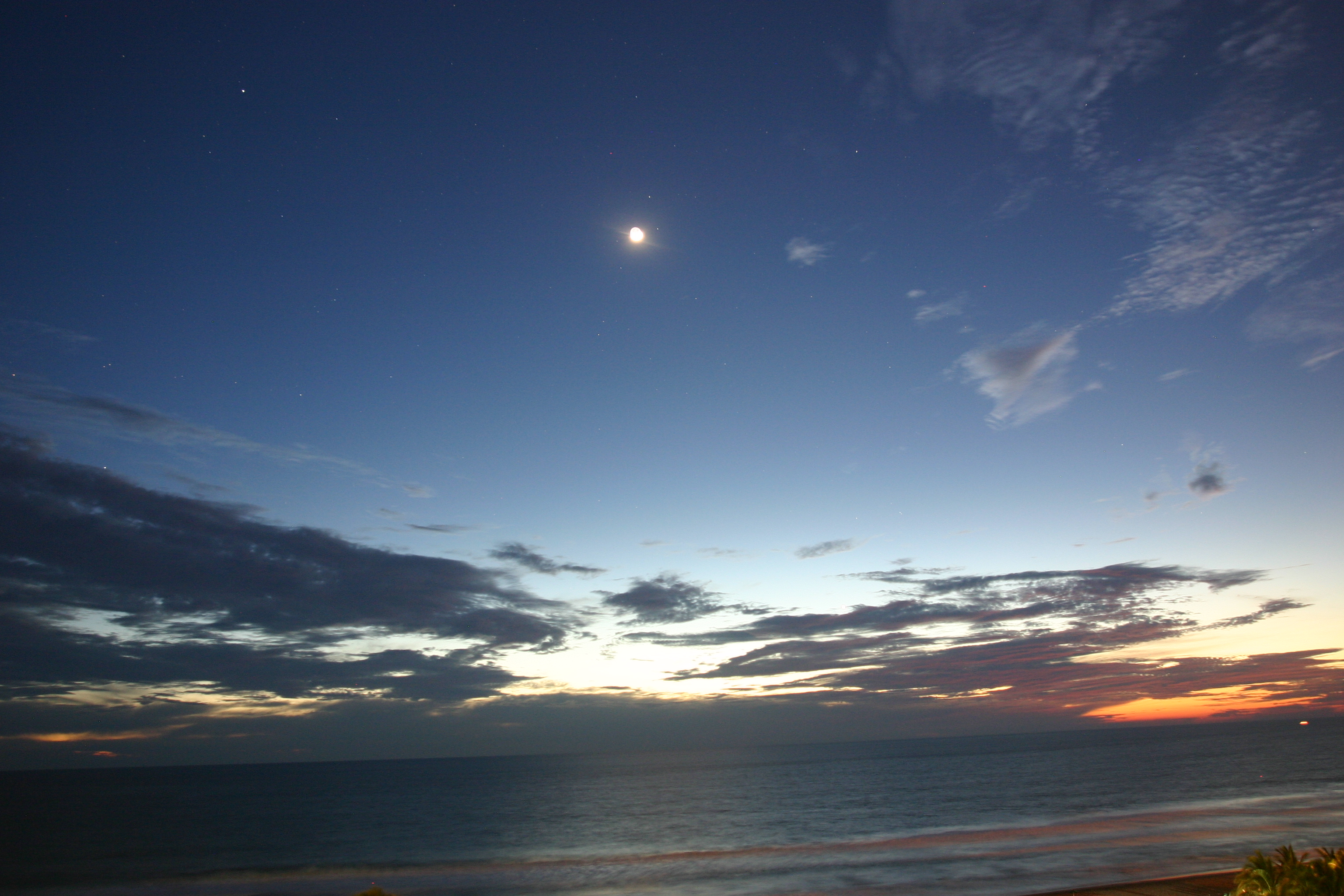
Kvällshimmel fotograferad med lång exponering.

Exponering är det moment vid fotografering då fotograferingsmediet (en film eller en bildsensor) utsätts för ljus. I fysiskt hänseende är exponering den totala mängd ljus som träffar fotograferingsmediet då en bild tas. Exponeringen mäts i luxsekunder – ju högre exponeringen är desto mer ljus kommer att falla in mot kameran. Ett visst angivet exponeringsvärde (EV) betecknar alla de kombinationer av en kameras slutartid och bländare som ger samma exponering för samma motivscen. Med valet av lämplig kombination av bländare och slutartid, kan bildens karaktär påverkas, till exempel ger en stor bländare (dvs lågt bländartal) kort skärpedjup och valet av slutartid kan användas för att förhindra eller skapa rörelseoskärpa.  
Fotoapparaten kan vara en stillbildskamera eller en filmkamera med rullfilm (alternativt en glasplåt) som efteråt skall framkallas på kemisk väg. Den kan också vara en digital stillbildskamera, en videokamera eller en mobilkamera med ljussensor och någon form av lagringsmedium.
Ljuskänsliga sensorer används även i känsliga mätinstrument, för att tända och släcka belysning, som tjuvlarm och brandlarm med mera. Även i sådana sammanhang kan man tala om exponering i vidare bemärkelse. Vid vissa sorters larm skall exponeringen vara konstant. Om det infallande ljuset eller den infallande ljusstrålen avskärmas, avbryts exponeringen och utlöser därmed larmet. Rökdetektorer är ofta optiska. De reagerar då förändringar sker i sensorns exponering, antingen då sensorn skyms av rökpartiklar eller då de dessa reflekterar ljus till sensorn.
Även i fallet röntgenapparat talar man om exponering och då gäller det den strålning man utsätter objektet för.

## Faktorer som påverkar valet av exponering
Exponeringen av ett fotografi är beroende av tre faktorer:
1. motivets ljushet
2. fotoapparatens slutartid – den tid man belyser fotomediet
3. fotoapparatens bländaröppning – storleken på det hål igenom vilket ljuset passerar

Då fotoapparatens slutartid sätts på ett högre värde, det vill säga på längre slutartid, eller dess bländare ställs in med en större öppning (bländaröppning), ger detta ett högre EV (ExponeringsVärde).
Den tredje parametern är mängden ljus som finns i motivet man fotograferar.
Kortare slutartid, mindre bländaröppning och mörkare motiv ger var för sig ett lägre EV. 

### För- och nackdelar vid olika inställningar
Det finns för- och nackdelar med att öka eller minska dessa tre faktorer. Enkelt uttryckt kan man säga att: 

- Lägre exponering ger mer kornighet i bilden. I digitala fotosammanhang kallas detta fenomen brus. Film med hög känslighet används gärna vid svaga ljusförhållanden och då detaljskärpan inte är det avgörande. Om ljuskänsligheten istället är låg, krävs mycket inströmmat ljus i fotoapparaten för att filmen skall reagera. Sådan film är oftast mycket finkornig och kan i goda ljusförhållanden därför ge mycket skarpa och högupplösta bilder.
- Kort slutartid ger möjlighet att frysa motivet mitt i en snabb rörelse. Lång slutartid ger å andra sidan möjlighet att få med ett helt rörelseförlopp, och detta kan ge ett intryck av fart, av liv och rörelse, av stress med mera, även om motivet på bilden samtidigt kommer att ha stor så kallad rörelseoskärpa. Under svaga ljusförhållanden kan lång slutartid ge möjlighet att låta tillräcklig ljusmängd fångas in för att alls få en bild, exempelvis vid fotografering på natten.
- Liten bländaröppning ger långt så kallat skärpedjup, det vill säga både föremål som befinner sig nära fotoapparaten och de som befinner sig på avstånd kan bli skarpa. Stor bländaröppning ger kort skärpedjup, det vill säga endast de föremål som befinner sig på ett ganska precist avstånd blir skarpa. Ju mindre öppning, desto skarpare definierad blir den optiska strålgången inne i fotoapparaten, vilket ger en bättre definierad bild med skärpa över hela bilden.

Detta gäller emellertid endast till en viss nedre gräns. Blir öppningen ytterligt liten, inträffar något som kallas diffraktion. Ljus som går igenom en mycket smal spalt eller en mycket liten öppning bryts ungefär som i en lins och ger en i fotografiska sammanhang icke önskvärd spridning av ljuset och därmed en viss suddighet.
Ytterligare en optisk felkälla är vad som kallas kromatisk aberration. Allt ljus som inte är monokromt är sammansatt av ljus med olika våglängder. Våglängder i det blåa området av spektrum är mer kortvågigt och bryts mest, medan ljus i det röda området är mer långvågigt och bryts minst. I en lins blir vitt ljus alltid uppdelat i ett mer eller mindre brett spektrum, vilket skulle ge motivet regnbågsfärgade kanter, om det inte vore för att moderna objektiv med hjälp av linser av olika glastyper till största delen även kompenserar för detta.
Båda typerna av aberration är mest uttalad vid linsens perifera del. Bländaröppningen kan därför användas, då ljusförhållandena tillåter, till att skärma av dessa och bara utnyttja det ljus som kommer in via linsens centrala del.

## Bländare och tid

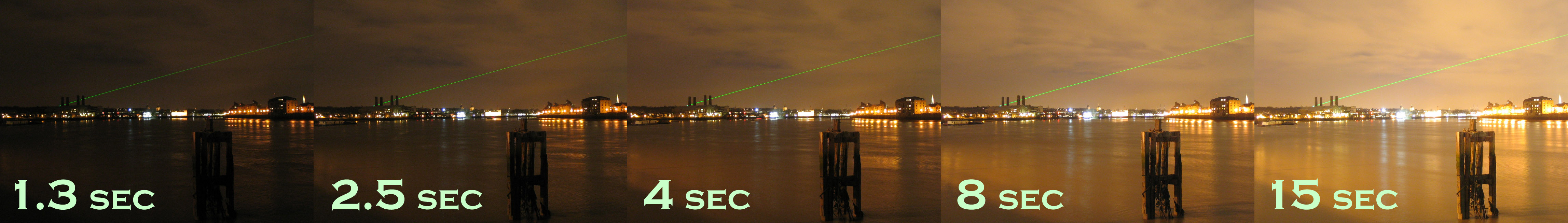
Exempel på hur en exponering förändras med ändrad slutartid (bländare och känslighet hålls oförändrade genom bildserien).

En viktig princip vid fotografering är det motsatsförhållande som gäller mellan slutartid och bländaröppning. Om bländaröppningen ökas med ett så kallat bländarsteg så fördubblas öppningens area. Därmed kommer dubbelt så mycket ljus in per tidsenhet. Detta måste kompenseras för genom att slutartiden minskas med ett steg, dvs halveras, för att samma EV skall behållas.
Detta förhållande kallas för reciprocitetslagen och den säger att:
exponering = ljusintensitet × tid.
Notera att för fotoapparatens bländartal representerar ett högre numeriskt värde en mindre fysisk öppning och tvärtom – värde f/16 är en liten öppning, medan exempelvis f/2,8 är en stor. Bländartalet ges av fokallängd delat med bländaröppnings diameter, och skrivs därför f/bländartal.
När bländaren ändras från exempelvis 16 till 11, eller från 11 till 8, eller från 8 till 5,6 och så vidare, blir bländaren dubbelt så stor. Vad menas då med att exempelvis 11 är ett dubbelt så stort bländarvärde som 16?

Arean av en cirkel är r2 x π , det vill säga radien x radien x π (pi). 
- 1/16 x 1/16 x π =  0,0123.
- 1/11 x 1/11 x π =  0,0259. Nu syns att 0,0259 är ungefär dubbelt så stort som 0,0123.
- 1/8 x 1/8 x π =  0,049, det vill säga ungefär dubbelt så stor som 0,0259.

Således är bländare 11 dubbelt så stor som bländare 16, och bländare 8 dubbelt så stor som bländare 11 och så vidare. Bländaröppningens area ändras till det dubbla respektive till hälften för varje ändring av ett helt bländarsteg. Notera att man inte måste ändra bländaren med ett helt steg, om man gör detta manuellt.
Exempel: Vid fotografering i solljus kan exempelvis inställningarna f/16 och 1/125 sekund användas för att få en korrekt exponering med en viss typ av fotografiskt medium (film). Om istället en större bländare är lämplig (det vill säga större bländaröppning), till exempel f/5,6, som är tre bländarsteg större räknat från f/16, måste detta kompenseras med samma antal bländarsteg kortare slutartid,  i detta fall 1/125 ⇒ 1/250 ⇒ 1/500 ⇒ 1/1000, således 1/1000-dels sekund för att få en exponering som exakt överensstämmer med den första. Sker ingen kompensation av tiden, blir bilden i det här fallet kraftigt överexponerad. 
Notera att med en bländaröppning "som är tre bländarsteg större" inte avses, att den ljusmängd den då släpper in, är tre gånger större. I detta exempel blir arean på bländaröppningen i själva verket åtta gånger större, vilket kompenseras med att slutartiden görs åtta gånger kortare, eftersom arean och slutartiden är omvänt proportionella mot varandra vid exponering. Detta inser man om man beaktar att radien i öppningen dubblats tre gånger –  2 x 2 x 2 = 8.
(Se nedan vid Över- och underexponering.)

## Känslighet
För film definieras känsligheten av standardiseringsorganet International Organization for Standardization (ISO), och känsligheten anges i ISO, DIN, eller ASA.
Känslighet för ett fotograferingsmedium kan uttryckas så här: en film med 400 ISO behöver exponeras dubbelt så mycket som en film med 800 ISO och fyra gånger så mycket som en film med 1600 ISO. Hög känslighet är bra vid dåliga ljusförhållanden, exempelvis kvällstid, nattetid och inomhus i dålig belysning. En effekt som film med högt ISO-tal ger, är att negativet blir mer grovkornigt och mer kontrastlöst. 
I en digitalkamera kommer istället den lägre exponeringen ge upphov till mer brus, helt enkelt för att ljuset i sig innehåller brus. Vid låg exponering märks också kamerans brus mer, varför vissa kameror tillåter ändring av förstärkningen som sker före digitalisering. Detta minskar bruset, men ljusa delar av bilden riskerar att bli helvita (få största möjliga digitala värde, varför de inte går att särskilja).
Många fotografer ser emellertid grovkornighet som ett konstnärligt uttryckssätt och väljer därför filmtyp efter vad han eller hon vill uppnå för resultat. Går man igenom ett par årgångar av fototidingen FOTO från slutet av 60-talet, lägger man snart märke till, att ett av de ideal för konstnärliga bilder som rådde på den tiden, var grovkorniga, suddiga och underexponerade bilder, och konstnärlighet kan uttryckas på lika många sätt som det finns människor.
Filmer tillverkas i känsligheter från 25 ISO till 6400 - 25, 50, 100, 200, 400, 800, 1600, 3200, 6400 ISO.
Känsligheten på en film kan manipuleras. Sitter en film på 200 ISO i kameran och känsligheten istället sätts till exempelvis 400 ISO, blir filmen underexponerad. Den måste därför överframkallas efteråt för att ge ett neutralt resultat.
Känsligheten hos bildsensorn (CCD eller CMOS chip) i en digitalkamera kan inte ändras. Istället kan man ändrar på hur mycket signalen skall förstärkas före digitalisering. Normalt används fiktiva "ISO-tal" för att ljusmätaren skall kunna föreslå en exponering. Eftersom den föreslagna exponeringen går ner, då ISO-talet går upp, kommer mer brus finnas i bilden. Många tillverkare har därför kopplat förstärkningen till ISO-talet. Kameror som inte gör det kallas ofta för 'isoless'. Exempel på detta är Nikon D7000.
Användningen av ISO är olyckligt, men det får fotografer som är vana vid film att känna igen sig.

## Exponeringsmätare
En exponeringsmätare är ett mätinstrument som mäter det tillgängliga ljuset och därefter anger lämpliga inställningar för slutartid och bländare (vid en angiven ISO).

## Automatisk exponering
Dagens kameror har oftast (även) inbyggt automatik för att hitta rätt exponering. Traditionellt kan denna automatik endast ändra slutartid och bländaröppning, men en del digitala systemkameror (exempelvis Nikon D200, Nikon D80, Pentax K10D) har automatik även för ISO inställningen (så kallad "Auto-ISO"). För fotografer som ställer höga krav på bilden anses exponeringsautomatik vara av ondo. Många föredrar att själva få ställa in alla värden.

## Över- och underexponering
Ljusa partier i ett motiv ger en högre exponering än mörka partier. Det vill säga det fotografiska mediet tar längre tid på sig att reagera på sparsamt ljus. Om man exponerar ett ljust motiv efter sina mörkaste partier blir de ljusa alltför ljusa och tvärtom.
Vid fotografering med digitalkameror är en underexponerad bild att föredraga framför en överexponerad sådan. I det senare fallet blir ljusa ytor så mycket för ljusa att de blir vad man kallar utfrätta, det vill säga de blir helt vita och saknar bildinformation utöver vitt. I övriga ljusa partier kan bildinformationen vara begränsad. En sådan bild kan inte efteråt manipuleras för att få den att se ut som en rätt exponerad bild. 
En underexponerad bild är för mörk. Men även i de allra mörkaste partierna finns oftast en svag bildinformation registrerad. I ett bra bildredigeringsprogram kan bilden ljusas upp, det vill säga kan informationen förstärkas. Finns dessutom möjligheten att kunna ljusa upp bilden mer i de mörka partierna än i de ljusa, kan resultatet bli mycket bra.